# Edison (компания)
«Э́дисон» (Edison S.p.A) — итальянская компания, осуществляющая свою деятельность в секторах поставок, производства и продажи электроэнергии, газа и сырой нефти, полностью контролируемая французским концерном Électricité de France. Штаб-квартира в Милане, Италия. Компания была основана в 1884 году. В Edison работает около 4000 человек в Европе, Африке и на Ближнем Востоке.
Edison является одним из ведущих производителей электроэнергии в Италии (на её долю приходится 6,7 % национального производства, данные относятся к 2015 году).
С 2007 года в Греции в городе Тисви она участвовала в проекте строительства электростанции мощностью 420 МВт , которая работает с 2010 года и управляется Elpedison, совместным предприятием Edison и Hellenic Petroleum.
В секторе углеводородов Edison является вторым итальянским оператором, покрывающим 21,2 % потребностей страны в газе (данные относятся к 2015 году).

## История
Первая компания Edison была основана в Милане 6 января 1884 года, как итальянская компания Società Generale Italiana di Elettricità Sistema Edison по производству и распределению электроэнергии, а ее президент, Джузеппе Коломбо, ранее построил первую в Европе электростанцию в Санта-Радегонда в Милане, которая начала функционировать 18 июня 1883 года.
В 1893 году Edison построила первую экспериментальную электрическую трамвайную линию в Милане. В 1885 году акции компании котировались на Миланской фондовой бирже. Незадолго до Первой мировой войны Edison был одним из крупнейших производителей электроэнергии.
После Второй мировой войны Edison был одним из крупнейших электрических холдингов в Европе. В 1950-х годах Edison инвестировала в диверсификацию своей деятельности, укрепляя свои позиции в других секторах, в первую очередь, в химическом. В 1960 году Edison была второй по величине химической компанией Италии.
После национализации и последующей продажи своих электрических активов Enel в 1962 году, Edison сократила свой энергетический бизнес, производя электроэнергию только для собственного потребления и эксплуатируя только электростанции, которые снабжали промышленные предприятия холдинга.
В 1966 году, в результате слияния Edison с Montecatini, была основана компания Montedison (1969), крупнейший итальянский частный промышленный химический холдинг. В 1979 году электроэнергетические активы Montedison (21 гидроэлектростанция и 2 термоэлектростанции) были объединены в новую компанию SELM. В 1991 году Selm была переименована в историческое название Edison.
Последующие годы стали периодом большого развития, в том числе благодаря Национальному энергетическому плану 1991 года. С 1999 года новое законодательство о постепенной либерализации электроэнергетического сектора (Декрет Берсани) вновь вернуло конкуренцию в электроэнергетике и газовых секторах. Edison начал поставлять электроэнергию и расширить своё влияние в области природного газа.
В июле 2002 года Montedison была приобретена компанией Italenergia, совместным предприятием Electricité de France (EdF) и Fiat. Активы компании Montedison были разделены и на её основе была создана компания Edison Energia, которая была объединена с Italenergia SpA в новую компанию Edison.
16 сентября 2005 года Transalpina di Energia приобрела 63,3 % акций Edison у компании Italenergia. Весь акционерный капитал Transalpina di Energia в равных долях принадлежит WGRM, дочерней компании Electricité de France (EDF).
24 мая 2012 года после реорганизации, которая длилась почти год, Electricité de France (EDF) приобрела единоличный контроль над Edison.
В декабре 2014 года президентом был назначен Жан Бернар Леви, а в 2015 году роль генерального директора была отведена Марку Бенаюну. В июле 2019 года вместо Марка Бенаюна был назначен итальянец Никола Монти.

## Деятельность в Италии
В 2014 году производство электроэнергии Edison составило 17,6 ТВт·ч, что соответствует 6,6 % от всего национального производства (по данным Edison). С 2002 по 2007 год Edison завершила строительство новых экологически чистых газовых электростанций мощностью около 7 700 МВт.
Имея в 2014 году 13,2 млрд кубометров газа, что покрывает 17,9 % итальянского спроса (данные Edison), Edison SpA поддерживает всю цепочку поставок природного газа — от добычи до импорта, дистрибуции и продажи. Компания также имеет несколько хранилищ природного газа в Италии.

## Деятельность в мире
Основными видами деятельности Edison являются производство и распределение электроэнергии и природного газа. Edison и ее дочерние компании работают в Европе, Африке и на Ближнем Востоке. Edison является вторым по величине производителем электроэнергии в Греции (около 12 % национального производства). Edison работает в Греции через дочернюю компанию Elpedison (38 % акций, совместное предприятие Edison, Hellenic Petroleum и Ellaktor, вместе с DEPA она разрабатывает трубопроводный проект Греция-Италия).

## Финансовые показатели
| В миллион евро | 2014  | 2013  | 2012  | 2011  | 2010  | 2009 | 2008  |
| Валовой доход  | 12325 | 12335 | 12014 | 12097 | 10446 | 8867 | 10064 |
| EBITDA         | 814   | 1009  | 1103  | +1003 | 1369  | 1471 | 1643  |
| Чистая прибыль | 40    | 96    | 81    | +871  | 21    | 240  | 346   |
| -------------- | ----- | ----- | ----- | ----- | ----- | ---- | ----- |

## Акционеры
Контролирующим акционером компании является Electricité de France с 99,4 % капитала.

## Примечание
1. ↑  «Эдисон» // Шербрук — Элодея. — М. : Советская энциклопедия, 1957. — С. 327. — (Большая советская энциклопедия : [в 51 т.] /  гл. ред. Б. А. Введенский ; 1949—1958, т. 48).
2. 1 2  Wayback Machine. web.archive.org (15 февраля 2017). Дата обращения: 20 ноября 2019. Архивировано 15 февраля 2017 года.
3. ↑  Energia: Edison cresce in Grecia
SCARICA IL PDF // Italia Oggi.
4. ↑  La centrale termoelettrica di Thisvi | Edison. web.archive.org (1 апреля 2018). Дата обращения: 20 ноября 2019. Архивировано 1 апреля 2018 года.
5. ↑  Alessandro Aleotti. Borsa e industria. 1861-1989: cento anni di rapporti difficili. — Milano, Comunità, 1990. — pag. 46 с.
6. ↑  Wayback Machine. web.archive.org (25 января 2018). Дата обращения: 20 ноября 2019. Архивировано 25 января 2018 года.
7. 1 2  Montedison S.p.A. - Company Profile, Information, Business Description, History, Background Information on Montedison S.p.A. www.referenceforbusiness.com. Дата обращения: 20 ноября 2019. Архивировано 5 августа 2020 года.
8. ↑  la Repubblica/economia: Montedison, la maggioranza e' gia' della cordata Fiat. web.archive.org (1 апреля 2018). Дата обращения: 20 ноября 2019. Архивировано 1 апреля 2018 года.
9. ↑  MONTEDISON: COSA C'E' IN FENICE, SOCIETA' CEDUTA DA FIAT A EDF. web.archive.org (1 апреля 2018). Дата обращения: 20 ноября 2019. Архивировано 1 апреля 2018 года.
10. ↑  Annual Report 2006
11. ↑  Edison/ Chiuso oggi riassetto con Edf, Edipower va a Delmi - Il Mondo. web.archive.org (26 мая 2012). Дата обращения: 20 ноября 2019. Архивировано 26 мая 2012 года.
12. ↑  Edison, delisting il 10 settembre con opa residuale - MilanoFinanza.it (итал.). www.milanofinanza.it. Дата обращения: 20 ноября 2019.
13. ↑  Edison, Jean-Bernard Levy nominato presidente | Reuters. web.archive.org (22 июля 2015). Дата обращения: 20 ноября 2019. Архивировано из оригинала 22 июля 2015 года.
14. ↑  Edison, il CdA nomina Marc Benayoun AD e rivede le stime - Economia e Finanza con Bloomberg - Repubblica.it. web.archive.org (5 мая 2016). Дата обращения: 20 ноября 2019. Архивировано 5 мая 2016 года.
15. ↑  Edison, torna un amministratore delegato italiano // la Repubblica.
16. ↑  Comunicato stampa A EDISON OPEN 4EXPO L’ECONOMISTA PAUL ALLAN DAVID

Edison Spa
17. 1 2  Wayback Machine. web.archive.org (1 апреля 2018). Дата обращения: 20 ноября 2019. Архивировано 1 апреля 2018 года.
18. ↑  Fact sheet on Edison’s activities in the hydrocarbons sector. web.archive.org (14 июля 2014). Дата обращения: 20 ноября 2019. Архивировано 14 июля 2014 года.
19. ↑  Quote Not Found - Wall Street Journal. quotes.wsj.com. Дата обращения: 20 ноября 2019. Архивировано из оригинала 26 октября 2017 года.
20. ↑  Page not found. www.elpedison.gr. Дата обращения: 20 ноября 2019. Архивировано 26 октября 2017 года.
21. ↑  Interconnection Turkey Greece Italy (ITGI) Pipeline (англ.). Hydrocarbons Technology. Дата обращения: 20 ноября 2019. Архивировано 5 августа 2020 года.
22. ↑  Edison: utile netto 2013 sale a 96 milioni di euro (итал.). FIRSTonline (28 марта 2014). Дата обращения: 20 ноября 2019. Архивировано 16 мая 2019 года.
23. ↑  Investor Relations | Edison. web.archive.org (24 марта 2016). Дата обращения: 20 ноября 2019. Архивировано 24 марта 2016 года.
24. ↑  Investor Relations | Edison. web.archive.org (4 марта 2016). Дата обращения: 20 ноября 2019. Архивировано 4 марта 2016 года.
25. ↑  Capitale e azionariato - Edison. web.archive.org (24 апреля 2014). Дата обращения: 20 ноября 2019. Архивировано 24 апреля 2014 года.
26. ↑  Wayback Machine. web.archive.org (11 августа 2016). Дата обращения: 20 ноября 2019. Архивировано 11 августа 2016 года.